# Lista de representantes do México ao Oscar de melhor filme internacional

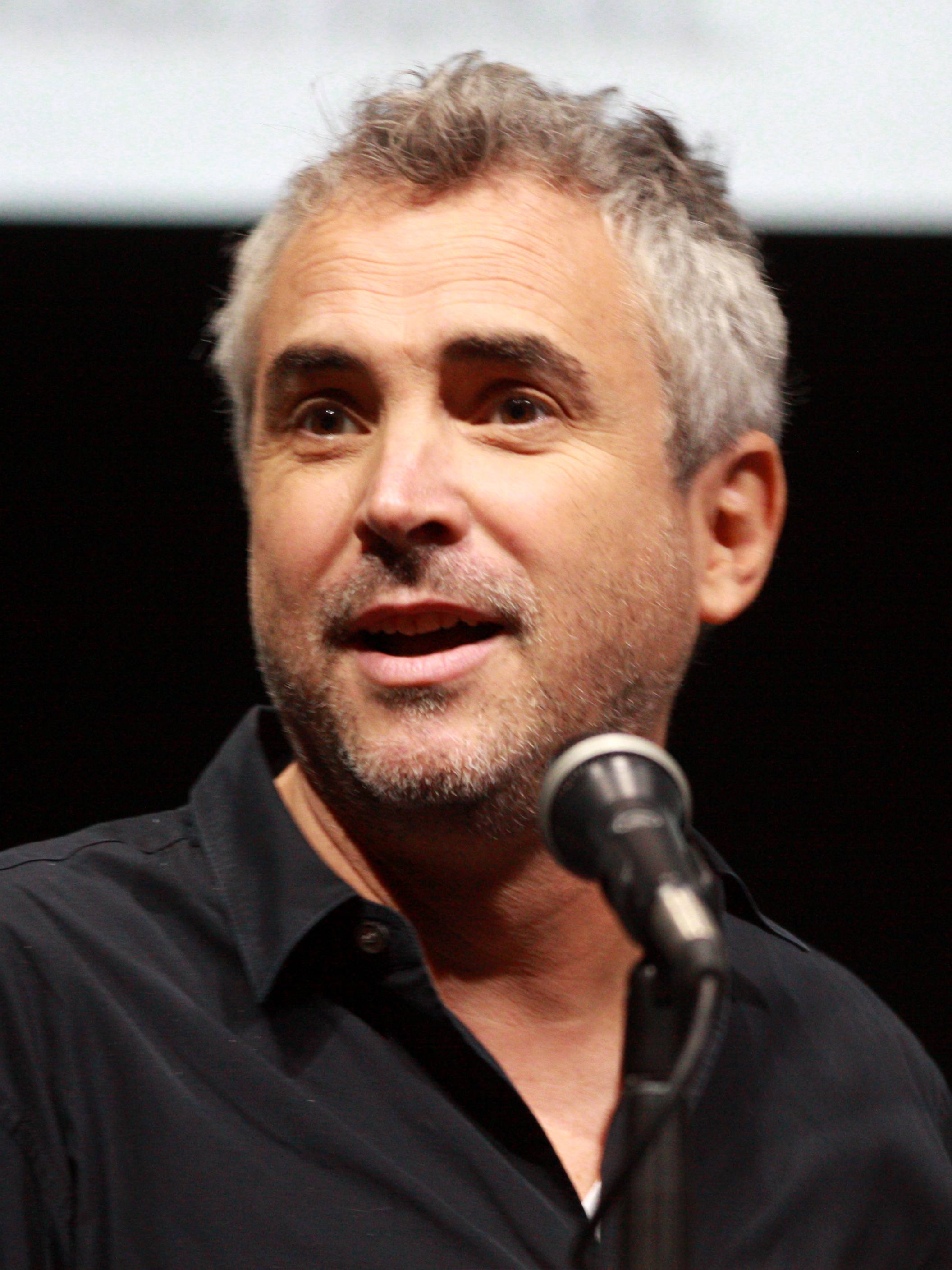
Alfonso Cuarón dirigiu Roma (2018), o primeiro filme do México a vencer o prêmio.

O México tem enviado filmes ao Oscar de melhor filme internacional desde 1957. A premiação é entregue anualmente pela Academia de Artes e Ciências Cinematográficas dos Estados Unidos a um longa-metragem produzido fora dos Estados Unidos que contenha diálogo majoritariamente em qualquer idioma, menos em inglês.
O México enviou 54 filmes para o Oscar ao longo dos anos, e nove filmes mexicanos foram indicados pela Academia à categoria. Arturo Ripstein representou o México cinco vezes, mais do que qualquer outro direto mexicano, embora nunca tenha recebido uma indicação. Roma se tornou o primeiro filme mexicano a vencer.
A inscrição mexicana é selecionada anualmente pela Academia Mexicana de Artes y Ciencias Cinematográficas. O comitê de seleção vota separadamente para decidir qual filme vai para o Oscar e qual filme vai para o espanhol Prêmios Goya.

## Filmes
A Academia de Artes e Ciências Cinematográficas convida as indústrias cinematográficas de vários países a enviar seus melhores filmes para o Oscar de Melhor Filme Internacional desde 1956. O Comitê de Filmes Internacionais dirige o processo e revê todos os filmes enviados. Depois disso, eles votam via voto secreto para determinar os cinco indicados para o prêmio. Antes da premiação ser criada, o Conselho de Governadores da Academia votava em um filme todo ano que era considerado o melhor filme de língua estrangeira lançado nos Estados Unidos e não havia enviados.
Todas as inscrições mexicanas são exclusivamente em espanhol com duas exceções: a inscrição de 2007, Luz Silenciosa, que é em menonita, um dialeto do baixo-alemão, e o vencedor Roma, que é parcialmente em espanhol assim como parcialmente em mixteco.
A lista abaixo contém os filmes enviados pelo México para análise da Academia.
| Ano (Cerimônia) | Título original                               | Título em português                      | Diretor(a)                                             | Resultado    |
| --------------- | --------------------------------------------- | ---------------------------------------- | ------------------------------------------------------ | ------------ |
| 1957 (30ª)      | Torero!                                       | Toureiro                                 | Carlos Velo                                            | Não indicado |
| 1959 (32ª)      | Nazarin                                       | Nazarin                                  | Luis Buñuel                                            | Não indicado |
| 1960 (33ª)      | Macario                                       | Macario                                  | Roberto Gavaldón                                       | Indicado     |
| 1961 (34ª)      | Ánimas Trujano (El hombre importante)         |                                          | Ismael Rodríguez                                       | Indicado     |
| 1962 (35ª)      | Tlayucan                                      |                                          | Luis Alcoriza                                          | Indicado     |
| 1963 (36ª)      | El hombre de papel                            |                                          | Ismael Rodríguez                                       | Não indicado |
| 1965 (38ª)      | Tarahumara (Cada vez más lejos)               |                                          | Luis Alcoriza                                          | Não indicado |
| 1966 (39ª)      | Viento negro                                  |                                          | Servando González                                      | Não indicado |
| 1967 (40ª)      | Los adolescentes                              |                                          | Abel Salazar                                           | Não indicado |
| 1971 (44ª)      | El topo                                       | O Topo                                   | Alejandro Jodorowsky                                   | Não indicado |
| 1973 (46ª)      | Reed, México insurgente                       | Reed, México insurgente                  | Paul Leduc                                             | Não indicado |
| 1974 (47ª)      | Calzonzin inspector                           |                                          | Alfonso Arau                                           | Não indicado |
| 1975 (48ª)      | Actas de Marusia                              | Acontecimentos de Marusia                | Miguel Littín                                          | Indicado     |
| 1976 (49ª)      | Longitud de guerra                            |                                          | Gonzalo Martínez Ortega                                | Não indicado |
| 1977 (50ª)      | Pafnucio Santo                                |                                          | Rafael Corkidi                                         | Não indicado |
| 1978 (51ª)      | El lugar sin límites                          |                                          | Arturo Ripstein                                        | Não indicado |
| 1981 (54ª)      | El mojado remojado                            |                                          | Alfonso Arau                                           | Não indicado |
| 1983 (56ª)      | Eréndira                                      | Erêndira                                 | Ruy Guerra                                             | Não indicado |
| 1985 (58ª)      | Frida, naturaleza viva                        | Frida, Natureza Viva                     | Paul Leduc                                             | Não indicado |
| 1986 (59ª)      | El imperio de la fortuna                      |                                          | Arturo Ripstein                                        | Não indicado |
| 1987 (60ª)      | Lo que importa es vivir                       |                                          | Luis Alcoriza                                          | Não indicado |
| 1988 (61ª)      | El último túnel                               |                                          | Servando González                                      | Não indicado |
| 1990 (63ª)      | Cabeza de Vaca                                | Cabeça de Vaca                           | Nicolás Echevarría                                     | Não indicado |
| 1991 (64ª)      | La tarea                                      |                                          | Jaime Humberto Hermosillo                              | Não indicado |
| 1992 (65ª)      | Como agua para chocolate                      | Como Água para Chocolate                 | Alfonso Arau                                           | Não indicado |
| 1993 (66ª)      | Cronos                                        | Cronos                                   | Guillermo del Toro                                     | Não indicado |
| 1994 (67ª)      | Principio y fin                               | Princípio e Fim                          | Arturo Ripstein                                        | Não indicado |
| 1995 (68ª)      | El callejón de los milagros                   | O Beco dos Milagres                      | Jorge Fons                                             | Não indicado |
| 1996 (69ª)      | Entre Pancho Villa y una mujer desnuda        |                                          | Sabina Berman Isabelle Tardán                          | Não indicado |
| 1997 (70ª)      | Profundo Carmesí                              | Vermelho Sangue                          | Arturo Ripstein                                        | Não indicado |
| 1998 (71ª)      | Un embrujo                                    | O Feitiço                                | Carlos Carrera                                         | Não indicado |
| 1999 (72ª)      | El coronel no tiene quien le escriba          | Ninguém Escreve ao Coronel               | Arturo Ripstein                                        | Não indicado |
| 2000 (73ª)      | Amores perros                                 | Amores Brutos                            | Alejandro González Iñárritu                            | Indicado     |
| 2001 (74ª)      | Perfume de violetas, nadie te oye             |                                          | Maryse Sistach                                         | Não indicado |
| 2002 (75ª)      | El crimen del Padre Amaro                     | O Crime do Padre Amaro                   | Carlos Carrera                                         | Indicado     |
| 2003 (76ª)      | Aro Tolbukhin                                 |                                          | Isaac Pierre Racine Agustí Villaronga Lydia Zimmermann | Não indicado |
| 2004 (77ª)      | Voces inocentes                               | Vozes Inocentes                          | Luis Mandoki                                           | Não indicado |
| 2005 (78ª)      | Al otro lado                                  |                                          | Gustavo Loza                                           | Não indicado |
| 2006 (79ª)      | El laberinto del fauno                        | O Labirinto do Fauno                     | Guillermo del Toro                                     | Indicado     |
| 2007 (80ª)      | Luz Silenciosa                                | Luz Silenciosa                           | Carlos Reygadas                                        | Não indicado |
| 2008 (81ª)      | Arráncame la vida                             | Arranca-me a Vida                        | Roberto Sneider                                        | Pré-lista    |
| 2009 (82ª)      | El traspatio                                  |                                          | Carlos Carrera                                         | Não indicado |
| 2010 (83ª)      | Biutiful                                      | Biutiful                                 | Alejandro González Iñárritu                            | Indicado     |
| 2011 (84ª)      | Miss Bala                                     | Miss Bala                                | Gerardo Naranjo                                        | Não indicado |
| 2012 (85ª)      | Después de Lucía                              | Depois de Lúcia                          | Michel Franco                                          | Não indicado |
| 2013 (86ª)      | Helí                                          |                                          | Amat Escalante                                         | Não indicado |
| 2014 (87ª)      | Cantinflas                                    | Cantinflas: A Magia da Comédia           | Sebastian del Amo                                      | Não indicado |
| 2015 (88ª)      | 600 millas                                    | 600 Milhas                               | Gabriel Ripstein                                       | Não indicado |
| 2016 (89ª)      | Desierto                                      | Deserto                                  | Jonás Cuarón                                           | Não indicado |
| 2017 (90ª)      | Tempestad                                     | Tempestade                               | Tatiana Huezo                                          | Não indicado |
| 2018 (91ª)      | Roma                                          | Roma                                     | Alfonso Cuarón                                         | Oscar        |
| 2019 (92ª)      | La camarista                                  | A Camareira                              | Lila Avilés                                            | Não indicado |
| 2020 (93ª)      | Ya no estoy aquí                              |                                          | Fernando Frías de la Parra                             | Pré-lista    |
| 2021 (94ª)      | Noche de fuego                                | Reze pela Mulheres Roubadas              | Tatiana Huezo                                          | Pré-lista    |
| 2022 (95ª)      | Bardo, falsa crónica de unas cuantas verdades | Bardo, Falsa Crônica de Algumas Verdades | Alejandro González Iñárritu                            | Pré-lista    |